# 點鰭紅眼脂鯉
點鰭紅眼脂鯉，為輻鰭魚綱脂鯉目鮭脂鯉科的其中一個種，被IUCN列為易危保育類動物。

## 分布
本魚分布於非洲奈及利亞、尼日的溪流。

## 特徵
本魚眼睛上方為橘紅色，背部為褐色，且有藍綠色的彩虹光澤。側腹中心由金色大鱗片形成一條水平條紋，魚體的下半部呈銀藍綠色，在腹部褪成淺白色。背鰭上有一白邊黑斑；尾鰭呈銀灰色。雄魚有橘黑色的臀鰭和淺黃色的腹鰭，雌魚的臀鰭有深色斑點。臀鰭軟棘3枚；臀鰭軟條11枚。體長可達9.6公分。

## 生態
本魚棲息在淡水溪流，屬雜食性，喜群游，以蠕蟲、昆蟲與甲殼動物為食。母魚可產1000個卵，約30到34小時內孵化。

## 經濟利用
可做為觀賞性魚類。